# 广安南站
广安南站，位于中华人民共和国四川省广安市广安区站前大道西段，是兰渝铁路广安支线上的高铁站，于2014年8月8日启用营运，现由成都铁路局重庆北车务段管辖。

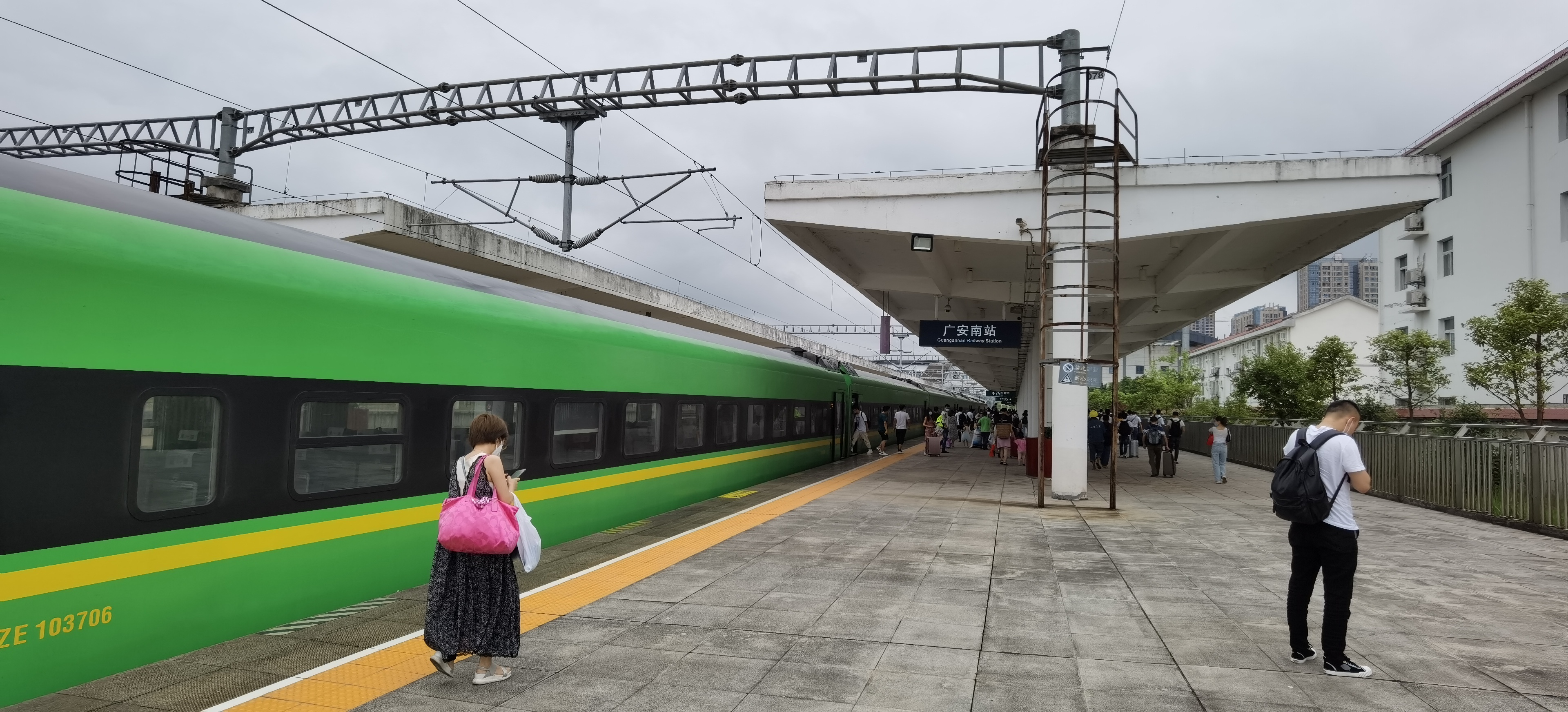
2020年，广安南站站台

## 車站周邊
- 沪蓉高速公路
- 枣山物流商贸园区
- 广安工业学校

## 歷史
- 2014年8月8日通车启用[3]。

## 未来发展
广安南站未来将通过广安轨道交通1号线的广安南站站与广安城市轨道交通系统换乘。

## 外部連結
- 中国铁路客户服务中心（页面存档备份，存于）